# Лідер (флорбольний клуб)

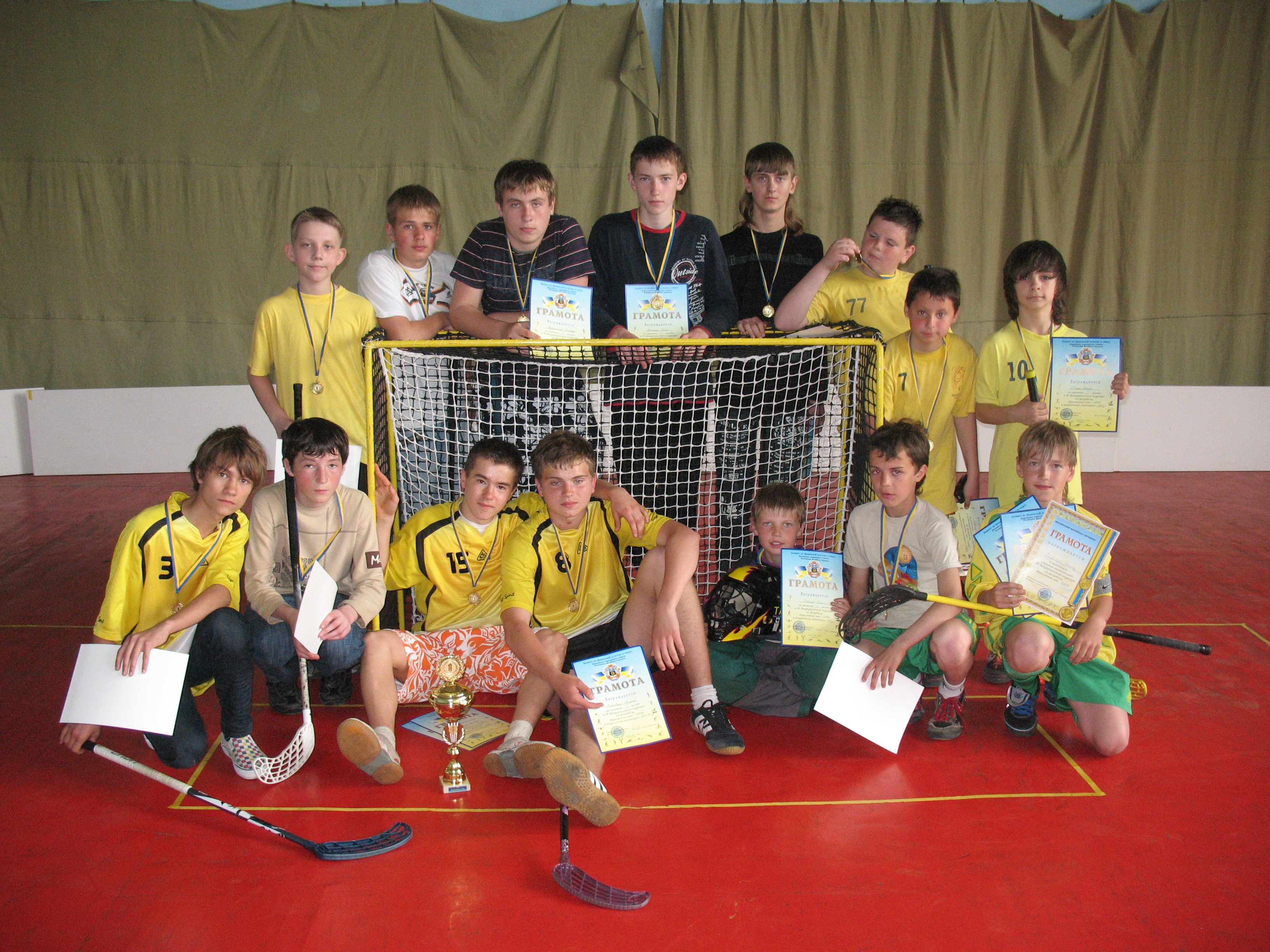

Лідер — український флорбольний клуб міста Донецьк, що виступає у віковій категорії 93-94. Заснований 2000 року. Перша назва «Гладковські Лиси». З 2001 року перейменовується в «Лідер». Тренер клубів-Балабанов Юрій Борисович.

## Досягнення клубу

### Офіційні
Крилатий м'яч
Щорічно бере участь у цьому міжнародному турнірі «Крилатий м'яч» з 2002 року. Перемоги Лідера датовані 2002, 2005 і 2009 роками. Лідер на всіх турнірах посідав призові місця.
Чемпіонат України
2-разовий чемпіон(93-94 рік)
Чемпіонати області та міста
- 18-разовий чемпіон
- 2 місце-5 разів
- 3 місце-2 рази

Переможець відкритого чемпіонату Донецької області «Весна-2004»

### Неофіційні
Турніри на Дні: Міста, Шахтаря, Перемоги, Незалежності. 4 рази посів перше місце.

## Склад команди
- № 1 Бондар Стас(Воротар)
- № 2 Костенко Семен
- № 3 Пархомчук Володимир
- № 6 Рудзинський Олександр
- № 7 Александров Сергій
- № 8 Чайковський Євгеній
- № 13 Шахрай Влад
- № 15 Удовицький Данило